# Айой (Андзьо)
Айо́й (яп. 相生町, あいおいちょう, МФА: [ai̯oi̯ t͡ɕoː]) — квартал міста Андзьо префектури Айті, Японія. Утворений 1960 року. Колишня складова кварталу Андзьо. 1964 року поглинув частину кварталів Асахі та Нісікі. Станом на 1975 рік кількість мешканців становила 803 особи.